# Rubus segontii
Rubus segontii är en rosväxtart som beskrevs av Alan Newton och M. Porter. Rubus segontii ingår i släktet rubusar, och familjen rosväxter. Inga underarter finns listade i Catalogue of Life.